# Bryan R. Wilson
Bryan Ronald Wilson (* 25. Juni 1926 in Leeds; † 9. Oktober 2004 in Middleton Stoney, Oxfordshire) war ein britischer Religionssoziologe. Er war Dozent am All Souls College und außerordentlicher Professor für Soziologie der Universität Oxford. Von 1971 bis 1975 war er Präsident der International Society for the Sociology of Religion. 1994 wurde er zum Mitglied (Fellow) der British Academy gewählt.
Den Schwerpunkt seiner Forschungen bildeten so genannte Sekten und neue religiöse Bewegungen.
Eines seiner letzten Werke ist eine Analyse der religiösen Lehre und Doktrin von Scientology.

## Veröffentlichungen (Auswahl)
- Sects and Society. A Sociological Study of Three Religious Groups in Britain. William Heinemann, London 1961
- Religion in Secular Society. A Sociological Comment. Pelican, London 1966
- Als Herausgeber: Patterns of Sectarianism. London 1967
- Religiöse Sekten. Kindler, München 1970 (Kindlers Universitätsbibliothek)
- The Youth Culture and the Universities. Faber and Faber, London 1970
- Magic and the Millennium. A sociological study of religious movements of protest among tribal and third-world peoples. Heinemann, London 1973
- The Social Dimensions of Sectarianism. Sects and new religious movements in contemporary society. Clarendon Press, Oxford 1990
- Scientology. Vergleichende Analyse ihrer religiösen Lehre und Doktrin. Freedom Publ., Los Angeles 1996
- Bryan Wilson, Jamie Cresswell (Hrsg.): New Religious Movements. Challenge and response. Routledge, London 1999 (in Zusammenarbeit mit dem Institute of Oriental Philosophy European Centre.)